# Dolenja vas, Železniki
Dolenja vas este o localitate din comuna Železniki, Slovenia, cu o populație de 396 de locuitori.